# Włosóweczka nadrzewna

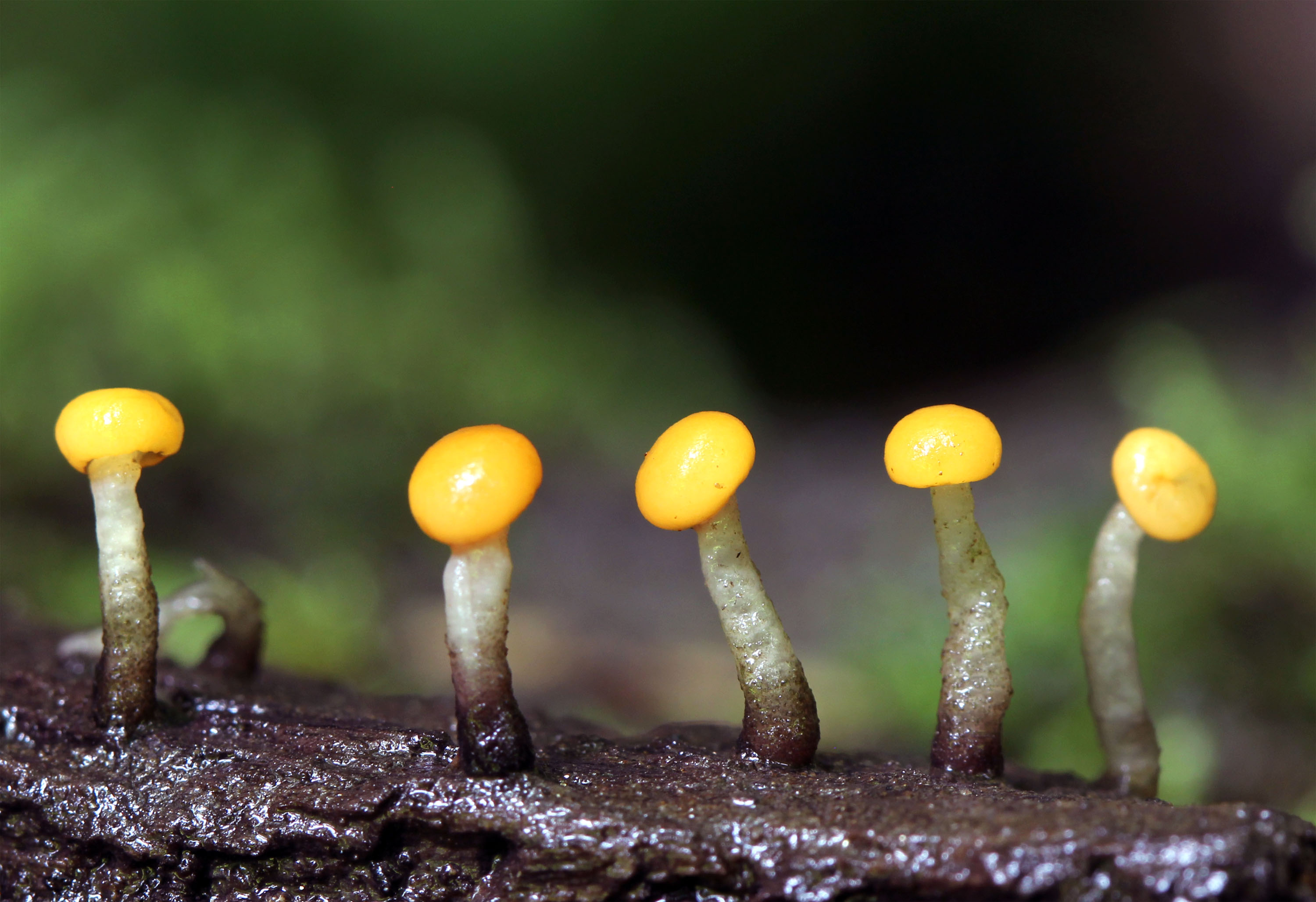

Włosóweczka nadrzewna (Vibrissea truncorum (Alb. & Schwein.) Fr.) – gatunek grzybów z rzędu tocznikowców (Helotiales).

## Systematyka i nazewnictwo
Pozycja w klasyfikacji według Index Fungorum: Macrolepiota, Agaricaceae, Agaricales, Agaricomycetidae, Agaricomycetes, Agaricomycotina, Basidiomycota, Fungi.
Po raz pierwszy takson ten opisali w 1805 r. Johannes Baptista von Albertini i Lewis David von Schweinitz, nadając mu nazwę Leotia truncorum. Obecną, uznaną przez Index Fungorum nazwę nadał mu w roku 1822 r. Elias Fries.
Synonimy:
- Leotia truncorum Alb. & Schwein. 1805
- Vibrissea truncorum var. albipes Peck 1891[3].

Polska nazwa według M.A. Chmiel.

## Morfologia
Owocnik
O wysokości 1–2 cm, złożone z płodnej główki i trzonu. Główka o średnicy 0,15–0,6 cm, o kształcie półkulistym, spłaszczona, gładka, pomarańczowożółta, pomarańczowa lub czerwonopomarańczowya, czasem żółta z tępym, podwiniętym brzegiem. Trzon 0,6–1,5 cm x 0,75–1,5(4) mm, nierówny, cieńszy w kierunku podstawy, drobno owłosiony lub łuskowaty, szorstki, biały, kremowy, białawoszary do czarniawoszarego, często ciemniejszy w kierunku podstawy.
Cechy mikroskopowe
Worki wąsko maczugowate do wąsko cylindrycznych, stopniowo zwężające się do zaokrąglonych wierzchołków, z 8 zarodnikami w równoległych wiązkach, nieamyloidalne, o wymiarach 175–325 × 5–6(9) µm. Parafizy nitkowate, proste, czasem rozwidlone, z wieloma przegrodami, napęczniałe do lekko maczugowatych i pigmentowane w kierunku wierzchołka, o bardzo zmiennej długości (80)125–250(275) x 1 µm. Zarodniki nitkowate do wrzecionowatych, lekko zwężające się na obu końcach, gładkie, z wieloma przegrodami, szkliste, bardzo zróżnicowane pod względem długości, (80)125–250(275) x 1-1,5 µm, prawie tak długie, jak worki.

## Występowanie i siedlisko
Vibrissea truncorum występuje na całej półkuli północnej, a także w Ameryce Południowej. Najwięcej stanowisk podano w Norwegii, Szwecji, Finlandii i zachodniej Rosji, choć pojawia się również w Wielkiej Brytanii i Europie Południowo-Zachodniej. Znany jest również w Polsce, M.A. Chmiel w 2006 r. przytoczyła 2 stanowiska, w późniejszych latach podano następne. Bardziej aktualne stanowiska podaje internetowy atlas grzybów. Włosóweczka nadrzewna zaliczona w nim jest do gatunków zagrożonych, wartych objęcia ochroną.
Grzyb nadrzewny, saprotrof rosnący na drewnie i gałązkach drzew liściastych. Często rośnie na częściowo lub całkowicie zanurzonym drewnie w strumieniach na wyższych wysokościach.